# Mondo Generator
Mondo Generator (также Nick Oliveri and the Mondo Generator) — американская рок-группа, основанная Ником Оливери в 1997 году. Название появилось когда Брэнт Бьорк баллончиком написал его на усилителе Оливери. С итальянского Mondo переводится как "мир". В 1992 Ник написал одноимённую песню, которая вошла в альбом Kyuss Blues for the Red Sun.

## История

### 1997-2004
Ник Оливери под псевдонимом Rex Everything основал Mondo Generator и вместе со своими друзьями Джошом Хомме, Брэнтом Бьорком, Робертом Ослвальдом, Карлом Дойлом и многими другими записал дебютный альбом Cocaine Rodeo. В силу того, что Оливери и Омм были сильно заняты Queens of the Stone Age, альбом вышел только спустя 3 года (т.е. в 2000 году) на лейбле Southern Lord. Отыграв несколько концертов в поддержку первого релиза, группа стала популярна среди фанов Queens of the Stone Age.
В 2003 Mondo Generator вновь напомнили о себе альбомом A Drug Problem That Never Existed. В этот раз Оливери нанял больше друзей, среди них Дэйв Кэтчинг, Трой Ван Левен, Марк Ланеган, Джош Хомме, Брэнт Бьорк, Молли Макгвайер и фронтмэн The Dwarves Блэг Далия. Релиз вышел на Rekords Rekords и Ipecac Recordings. Группа, состоящая из Оливери, Бьорка, Кэтчинга и Макгвайер, отправилась в тур по северной Америке и Европе. В том же году Mondo Generator появились на фестивале Lollapalooza. Днём Оливери играл со своей группой, а вечером выступал с Queens of the Stone Age на главной сцене.

### 2004-2009
После увольнения из Queens of the Stone Age Ник объявил, что теперь Mondo Generator — его основной проект. Он записал акустический Demolition Day, отправился в европейский тур вместе с Брэнтом Бьорком и Марком Ланеганом, записал мини-альбом с Кэтчингом, Макгвайер и Альфредо Эрнандесом. 24 июля 2004 года, во время летнего тура Оливери подверг физическому насилию звукооператора клуба Canapé в Германии.  Музыканты из его группы были в ярости, и уехали обратно в США.
В 2005 Ник вновь отправился в тур по Европе, открывая концерты групп типа Motörhead и играя вместе с The Dwarves. Также Оливери пригласил Бэна Томаса и Бэна Перриера из Winnebago Deal присоединиться к туру Mondo Generator. В таком составе коллектив приступил к записи нового материала в студии Дэйва Грола «Studio 606» в начале декабря 2005. Ник также нанимал некоторых друзей для работы с записью, которую спродюсировал он сам и Ник Раскулинеч. Однако уже в июле 2006 Томас и Пирриер ушли из группы по неизвестным причинам. Оливери изменил название на Nick Oliveri And The Mondo Generator и подписал контракт с Mother Tongue, который выпустил новый альбом Dead Planet: SonicSlowMotionTrails в сентябре 2006. В тур с Оливери отправились Ян Тейлор и Хосс.
В марте 2007 года группа должна была участвовать в Ozzfest, но вскоре после открытия фестиваля Оливери отказался принимать в нём участие. Вскоре Mondo Generator отправились в тур по США вместе с Turbonegro. 7 июля Suburban Noize Records выпустил Dead Planet в США. 25 сентября 2007 Poison Tree Records выпустили компиляцию Road To Nowhere, на которой в том числе присутствовали Mondo Generator.
В октябре 2008 Ник и барабанщик Дэвид "Хосс" Райт приступили к записи нового альбома вместе давним другом Дж. Брэдли Куком.

### 2010-настоящее время
В 2010 году Ник Оливери спел в песне "Chains and Shackles" из  сольного альбома   Слэша. Трек был выпущен в качестве бонуса для австралийского издания альбома.
6 апреля 2010 года было объявлено, что четвёртый полноформатный альбом выйдет в июле-августе и будет назван Time to Destroy. Первый сингл "Dog Food", записанный с Дэйвом Гролом (Foo Fighters, Nirvana, Them Crooked Vultures ), Томасом Зельцером (Happy Tom, Turbonegro), и Марком Даймондом (The Fresh Prince of Darkness, The Dwarves), будет выпущен 21 мая. Mondo Generator начали мировое турне в Австралии в мае, провела июнь и июль в Европе, а август в Соединенных Штатах.
В марте 2011 года Оливери заявил, что группа недавно записала ещё один альбом в студии Джоша Хомме.
В апреле 2012 Оливери рассказал в интервью, что завершена работа над новым релизом Hell Comes to Your Heart. В записи участвовали Си Джей Рамон, Джош Хомме, Пол Кафаро (Blag Dahlia) и Джон Гарсия. Трек "The Last Train", на котором Джош Хомме играет на гитаре и Джон Гарсия поёт, был записан незадолго до того, как Хомме подал иск против Гарсии и Kyuss Lives!. 22 мая 2012 года альбом был выложен на iTunes и cdbaby.com для скачивания. CD был выпущен на Mondo Media и Cobraside Distribution 3 июля 2012 года.
В сентябре 2013 было объявлено, что Оливери и Хосс присоединятся к турне Moistboyz.

## Участники

### Текущий состав
- Ник Оливери - вокал, бас (1997-настоящее время)
- Ян Тейлор - гитара, бэк-вокал (2007-настоящее время)
- Хосс - ударные (2007-настоящее время)
- Майк Пигми - гитара (2012-настоящее время)

### Бывшие участники
Гитаристы
- Саймон Беггс (Simon Beggs "Spud") (2006-2007)
- Бэн Перриер (Ben Perrier) (2004-2006)
- Марк Диамонд (Marc Diamond) (2004-2005)
- Дэйв Кэтчинг (Dave Catching) (2003-2004)
- Джош Хомме (Josh Homme) (1997-2002)
- Брэнт Малкус (Brent Malkus a.k.a. Burnt Mattress) (1997)
- Дерек Майерс (Derek Myers) (1997-1998)

Басисты
- Молли Макгвайер (Molly McGuire) (2003-2004)

Барабанщики
- Джампаоло Фарнеди (Giampaolo Farnedi) (2007)
- Эрни Лонгория (Ernie Longoria) (2006-2007)
- Бэн Томас (Ben Thomas) (2004-2006)
- Джош Ламар (Josh Lamar) (2004-2006)
- Альфредо Эрнандес (Alfredo Hernández) (2004)
- Брэнт Бьорк (Brant Bjork) (1997-2004)
- Дэйв Грол (Dave Grohl) (2003)
- Роберт Ослвальд (Rob Oswald a.k.a. Up N. Syder) (1997)

## Дискография
Студийные альбомы
- Cocaine Rodeo (2000)
- A Drug Problem That Never Existed (2003)
- Dead Planet (2007)
- Hell Comes To Your Heart (2012)

Мини-альбомы
- III the EP (2004)
- Australian Tour EP (2008)
- Dog Food EP (2010)
- Hell Comes to Your Heart EP (2011)

Синглы
- Split (7" сингл с Jack Saints) (1997)
- I Never Sleep (7" сингл) (2006)

### Видео
- Use Once and Destroy Me